# Fernando Luna
Pour les articles homonymes, voir Luna.
Fernando Luna Vicente, né le 24 avril 1958 à Ciudad Real, est un ancien joueur de tennis professionnel espagnol de tennis.

## Palmarès

### Finales en simple messieurs
| No | Date       | Nom et lieu du tournoi           | Catégorie | Dotation | Surface      | Vainqueur     | Score    |  |
| -- | ---------- | -------------------------------- | --------- | -------- | ------------ | ------------- | -------- |  |
| 1  | 23-04-1984 | Raquette d'Or, Aix-en-Provence   |           | 75 000 $ | Terre (ext.) | Juan Aguilera | 6-4, 7-5 |  |
| 2  | 11-04-1988 | Madrid Tennis Grand Prix, Madrid |           | 93 400 $ | Terre (ext.) | Kent Carlsson | 6-2, 6-1 |  |

## Autres performances
- Internationaux de France : huitièmes de finale en 1983.
- World Team Cup : vainqueur en 1983 avec l'équipe d'Espagne